# I Could Never Be Your Woman
El novio de mi madre (en inglés, I could never be your woman) es una película de 2007 dirigida por Amy Heckerling y protagonizada por Michelle Pfeiffer.

## Argumento
Rosie (Michelle Pfeiffer) es una atractiva mujer de 40 años, productora de TV, y madre de Izzie (Saoirse Ronan). Su vida no está yendo según lo que ella tenía planeado para su futuro: el programa que produce está teniendo serios problemas de audiencia y su jefe sexista quiere cancelarlo. En casa las cosas tampoco van demasiado bien: su exmarido va a tener un bebé y su hija se acerca peligrosamente a la adolescencia. Debido a los problemas del programa, la dirección del mismo decide hacer una audición para contratar a nuevos actores con el fin de relanzar la serie. Adam (Paul Rudd) es un talentoso y joven actor del que Rosie se enamorará.

## Reparto
- Michelle Pfeiffer (Rosie)
- Paul Rudd (Adam)
- Saoirse Ronan (Izzie)
- Tracey Ullman (Madre Naturaleza)
- Stacey Dash (Brianna)

## Recepción crítica y comercial
Según la página de Internet Rotten Tomatoes obtuvo un 60% de comentarios positivos. Destacar el comentario del crítico cinematográfico James Berardinelli: 

"Es disfrutable, es una comedia romántica lo suficientemente divertida como para recomendarla.
James Berardinelli.

No se estrenó en las salas cinematográficas estadounidenses, siendo España el primer país en el que la película se estrenaba en cines. En un gran número de países fue lanzada directamente al mercado del DVD. En su exhibición comercial recaudó 9 millones de dólares. El presupuesto invertido en la producción fue de aproximadamente 24 millones.

## Localizaciones
El novio de mi madre se rodó entre el 1 de agosto y el 11 de noviembre de 2005 en diversas localizaciones de Estados Unidos y Reino Unido. Destacando las ciudades de Los Ángeles y Londres, además del condado de Buckinghamshire, Reino Unido.

## DVD
El novio de mi madre salió a la venta en España el 12 de noviembre de 2007, en formato DVD, y en Estados Unidos el 26 de febrero de 2008. El disco contiene menús interactivos, acceso directo a escenas y subtítulos y audio en diferentes idiomas.